# (11789) Kempowski
(11789) Kempowski ist ein Asteroid des Hauptgürtels, der am 5. September 1977 von Hans-Emil Schuster an der Europäischen Südsternwarte entdeckt wurde.
Der Asteroid ist nach dem deutschen Schriftsteller Walter Kempowski benannt.